# Ethel Waters

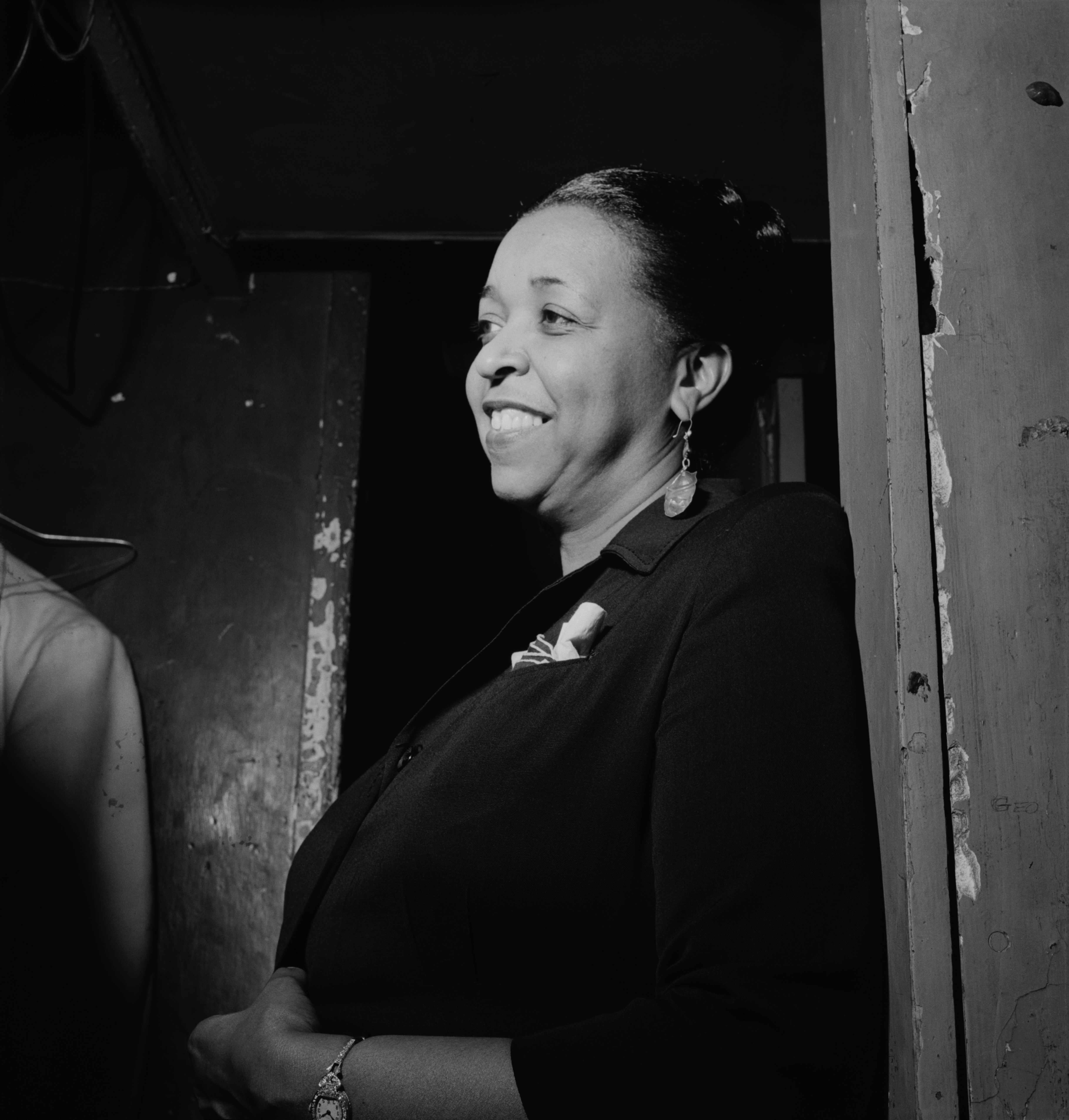
Ethel Waters (zw. 1938 und 1948; Foto von William P. Gottlieb)

Ethel Waters (* 31. Oktober 1896 im Chester County, Pennsylvania; † 1. September 1977 in Los Angeles, Kalifornien) war eine US-amerikanische Sängerin und Schauspielerin.

## Leben und Wirken
Waters sang vorzugsweise Jazz, aber auch Gospels, bekannte Broadway-Melodien und zusammen mit Bigbands. Für den Autor Will Friedwald sind ihre Bezüge zur schwarzen und zur weißen Popmusik ambivalent; „sie steht sehr stark in der Tradition des dick auftragenden Vaudeville der frühen 1920er Jahre und davor wie der modernen jazzbeeinflussten Popmusik, die auf Armstrong und Crosby folgte“.
Sie wuchs nahe Philadelphia auf, arbeitete als Zimmermädchen und heiratete im Alter von zwölf Jahren das erste Mal. Sie bildete sich selbst im Gesang aus. Bei einem Talentwettbewerb wurde sie entdeckt und bekam ihr erstes Engagement. Im Sommer 1921 erhielt sie ihren ersten Plattenvertrag von Black Swan Records; sie rettete das Unternehmen zusammen mit Fletcher Henderson vor der Pleite. Sie war eine der ersten namhaften Jazzsängerinnen und orientierte sich an Bessie Smith. Ihre Bekanntheit stieg, als sie in Nachtclubs beliebte Songs wie Am I Blue? und Stormy Weather sang. Der Song Dinah brachte ihr beim „weißen“ Publikum großen Erfolg.
Waters gelang der Übergang vom Jazz der 1920er Jahre zu der „Popmusik“ der 1930er Jahre. Sie beeinflusste viele Sängerinnen, beispielsweise Mildred Bailey, Lee Wiley und Connee Boswell. Mit ihrem Ehemann, dem Trompeter Eddie Mallory, bereiste sie die USA und trat am Broadway in den Revuen Africana (1927), As Thousands Cheer (1933) und At Home Abroad (1935) auf. Der große Einfluss Armstrongs zeigte sich 1928 in ihrer Version des West End Blues.

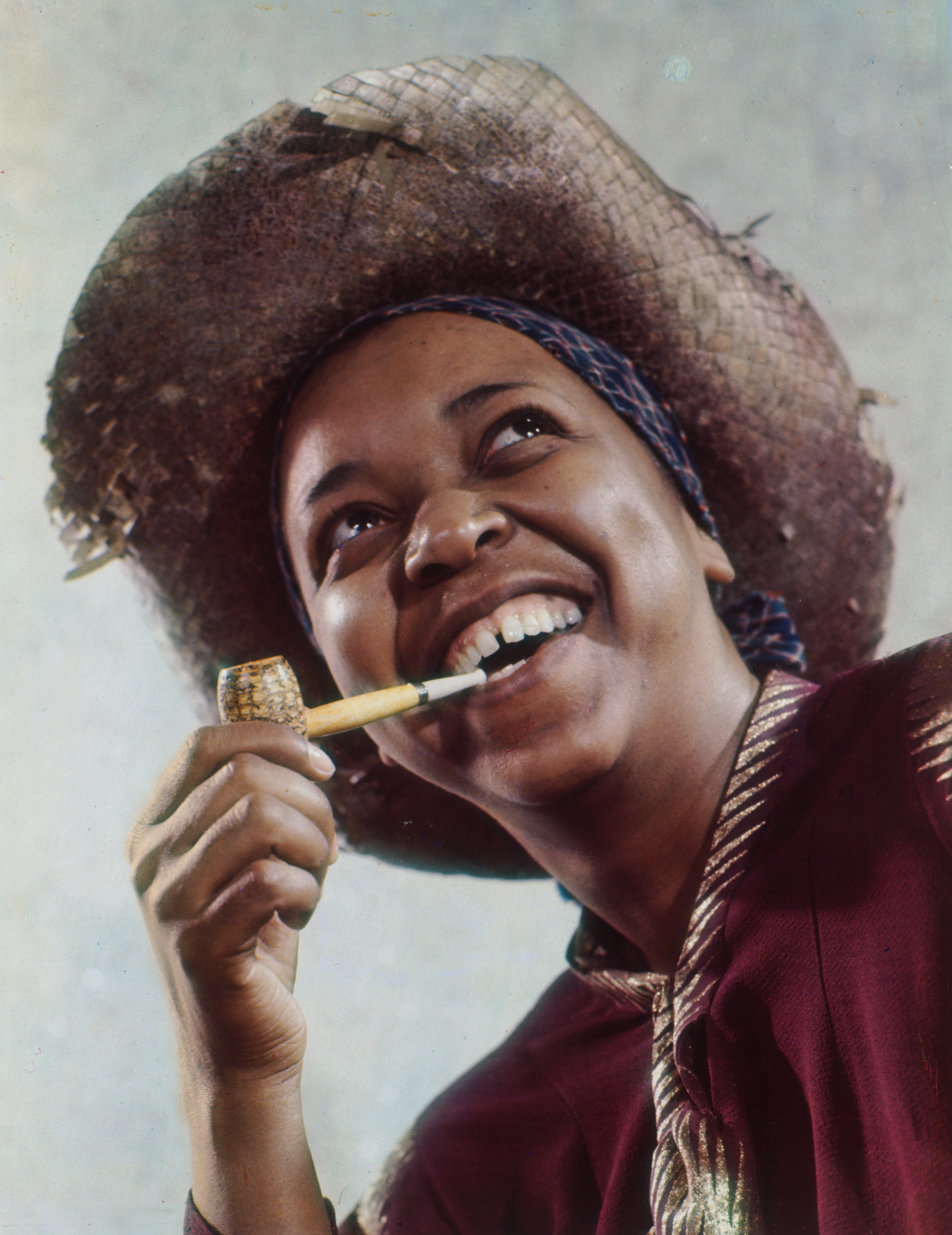
Ethel Waters (1939)

1929 war Waters das erste Mal im Kino, im Filmmusical On with the Show! von Warner Brothers, zu sehen; der Song Am I Blue? wurde ihr erster Nummer-1-Hit in den Billboard Top 30. 1933 nahm sie für Columbia den Irving-Berlin-Titel Harlem on My Mind auf, der aus der Broadway-Show As Thousands Cheer stammt und als Parodie auf Josephine Baker gedacht war; er enthielt die Zeile „verdammt raffiniert“ („damn refined“), die ihre eigene Persönlichkeit nachzeichnet. Ihr zweiter Nummer-1-Hit wurde Stormy Weather, den Harold Arlen zuvor für die 22. Cotton Club Parade geschrieben hatte; als der dafür vorgesehene Cab Calloway nicht zur Verfügung stand, sang ihn Ethel Waters, begleitet vom Duke Ellington Orchestra. Für die Aufnahme des Songs wurde sie von einer Studioband um Bunny Berigan, Joe Venuti sowie Tommy und Jimmy Dorsey begleitet.
1940 spielte sie die Hauptrolle in Vernon Dukes Broadway-Musical Cabin in the Sky; in der Filmfassung sang sie Happiness Is a Thing Called Joe. Später wechselte Waters in dramatische Rollen ohne Gesang. Waters bekam große Anerkennung für ihre Leistungen in den Kinofilmen Pinky und Das Mädchen Frankie. Auch war sie von 1950 bis 1951 40 Folgen lang in der Titelrolle der Fernsehserie Beulah zu sehen. Im Jahr 1951 schrieb sie zusammen mit Charles Samuels ihre Autobiographie His Eye Is on the Sparrow. Nach 1960 widmete sie sich ganz der religiösen Arbeit mit und für den Evangelisten Billy Graham. Ethel Waters wurde postum im Jahr 1984 von der Gospel Music Association in die Gospel Music Hall of Fame der Gospel Music Association aufgenommen.

## Diskografie (Auswahl)
Waters veröffentlichte unter anderem folgende Alben:
- Album 1921–24
- Incomparable Ethel Waters
- Cocktail Hour
- Takin’ A Chance on Love
- On Stage and Screen (Columbia)
- Push Out, 1938–39 (Jazz Archives) (mit Aufnahmen für Bluebird Records)

## Filmografie (Auswahl)
- 1929: On with the Show!
- 1934: Bubbling Over (Kurzfilm)
- 1934: Gift of Gab
- 1942: Sechs Schicksale (Tales of Manhattan)
- 1942: Cairo
- 1943: Ein Häuschen im Himmel (Cabin in the Sky)
- 1943: Stage Door Canteen
- 1949: Pinky
- 1950–1951: Beulah (TV-Serie, 40 Folgen)
- 1952: Das Mädchen Frankie (The Member of the Wedding)
- 1955: Climax! (TV-Serie, eine Folge)
- 1956: Carib Gold
- 1958: The Heart Is a Rebel
- 1959: Fluch des Südens (The Sound and the Fury)
- 1959: Whirlybirds (TV-Serie, eine Folge)
- 1961: Route 66 (TV-Serie, eine Folge)
- 1963: Das große Abenteuer (The Great Adventure) (TV-Serie, eine Folge)
- 1970: Daniel Boone (TV-Serie, eine Folge)
- 1972: Owen Marshall – Strafverteidiger (Owen Marshall: Counselor at Law) (TV-Serie, eine Folge)

## Auszeichnungen
- 1950: Oscar-Nominierung in der Kategorie Beste Nebendarstellerin für Pinky
- 1962: Emmy-Nominierung in der Kategorie Beste Hauptdarstellerin in einer Gastrolle für Route 66

## Schriften
- Ethel Waters mit Charles Samuels: His Eye Is on the Sparrow. An Autobiography. Doubleday, New York City 1951.
- Ethel Waters: To Me It’s Wonderful. Harper & Row, New York City 1972.